# Joana Ramos
Joana Isabel Ventura Ramos (ur. 16 stycznia 1982 r. w Coimbrze) – portugalska judoczka, dwukrotna srebrna medalistka mistrzostw Europy, srebrna medalistka igrzysk europejskich, sześciokrotna mistrzyni Portugalii (2001, 2004, 2007, 2008, 2009, 2016), uczestniczka dwóch igrzysk olimpijskich.

## Igrzyska olimpijskie
| Runda    | Przeciwniczka   | Wynik       | Osiągnięcie |
| -------- | --------------- | ----------- | ----------- |
| 1. runda | Wolny los       | Wolny los   | 2. runda    |
| 2. runda | Priscilla Gneto | P 0211–1001 | 2. runda    |

| Runda    | Przeciwniczka      | Wynik     | Osiągnięcie |
| -------- | ------------------ | --------- | ----------- |
| 1. runda | Antoinette Gasongo | W 102–000 | 2. runda    |
| 2. runda | Ma Yingnan         | P 000–100 | 2. runda    |